# Yên Mỹ, Chợ Đồn
Yên Mỹ là một xã thuộc huyện Chợ Đồn, tỉnh Bắc Kạn, Việt Nam.

## Địa lý
Xã Yên Mỹ có vị trí địa lý:
- Phía bắc giáp xã Đại Sảo và huyện Bạch Thông
- Phía đông giáp huyện Chợ Mới
- Phía nam giáp tỉnh Thái Nguyên
- Phía tây giáp xã Yên Phong.

Xã Yên Mỹ có diện tích 36,09 km², dân số năm 2019 là 1.441 người, mật độ dân số đạt 40 người/km².
Một trong hai dòng chính tại thương lưu sông Phó Đáy hợp thành trên địa phận xã Yên Mỹ với các dòng suối như khuổi Chấn, khuổi Nhao, khuổi Ráng, khuổi Luồi, khuổi Tao, khuổi Pau.

## Hành chính
Xã Yên Mỹ được chia thành các thôn bản: Phiêng Día, Pác Khoang, Nà Lẹng, Vọng, Ủm Đon, Lự, Nà Dỏ, Khuổi Tạo.